# Assault (termo legal)

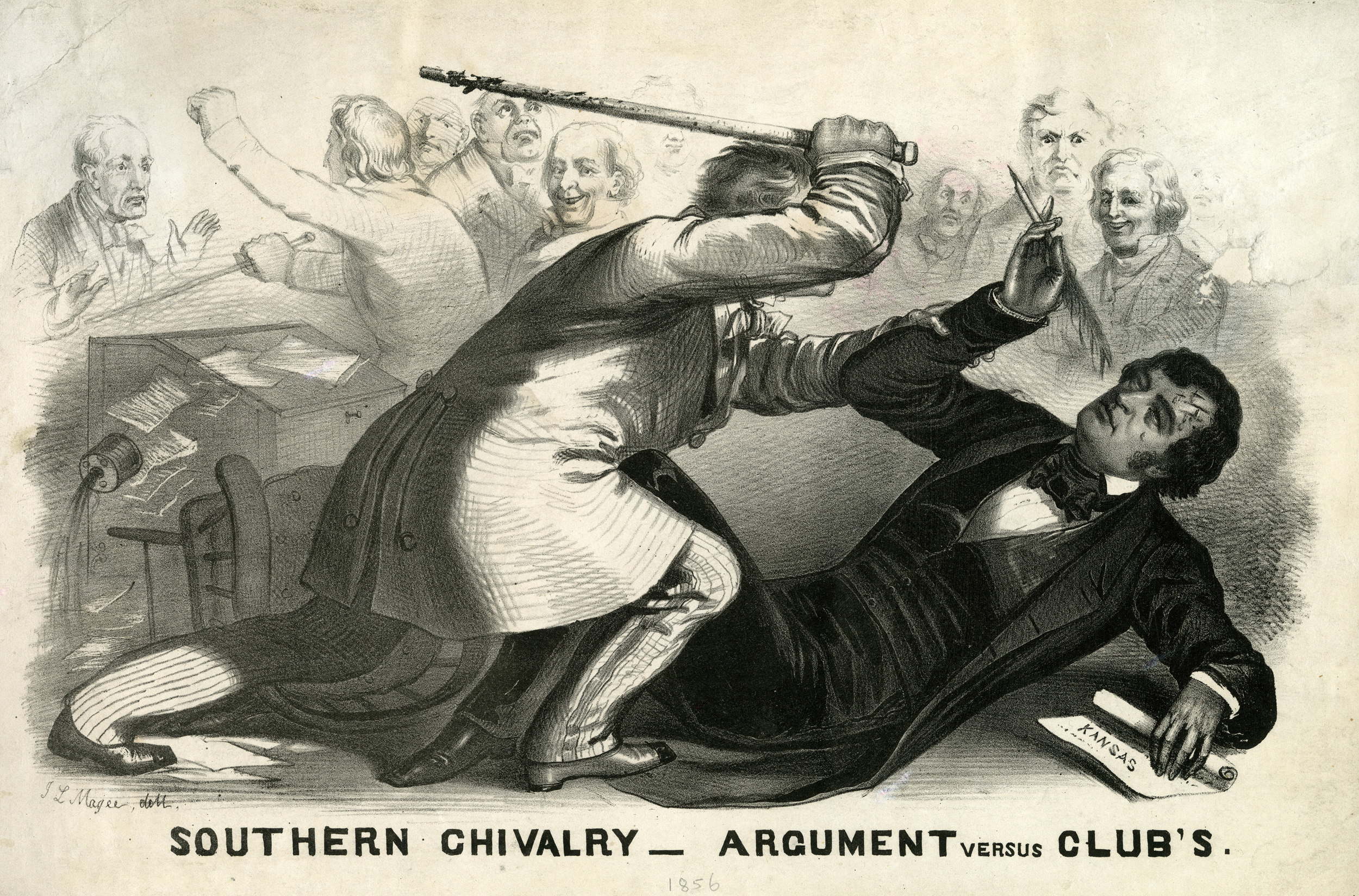
Litografia de 1856 da condenação de Charles Sumner

Assault é o ato ilegal em causar danos físicos ou o contato físico indesejado a outra pessoa ou, em algumas definições legais,é a ameaça ou tentativa de agressão. É tanto um crime, quanto um ato ilícito e, portanto, pode resultar em um processo criminal, em responsabilidade civil ou ambos. Além disso, a assault é compreendida como um ato criminoso, o qual uma pessoa causa intencionalmente medo de dano físico ou contato ofensivo a outra pessoa. A agressão pode ser cometida com ou sem arma e pode variar desde violência física até ameaças de violência. Assault é frequentemente referida como uma tentativa de agressão, entendido como o uso deliberado de força física contra outra pessoa. Infligir de forma deliberada de medo, apreensão ou terror é outra definição de agressão que pode ser encontrada em vários sistemas jurídicos. Dependendo da gravidade da infração, assault pode resultar em multa, prisão ou até pena de morte.
No Brasil, Assault e Battery são referidos ao que se conhece como formas de lesão corporal, e dependendo da gravidade da violência, as vias de fato. O artigo 129 do código penal compreende-se lesão corporal como ofensa a saúde e/ou integridade física de outra pessoa,tendo quatro tipos de classificações: lesão leve, lesão grave, lesão gravíssima e lesão corporal seguida de morte. Geralmente, a definição do direito consuetudinário é a mesma no direito penal e de responsabilidade civil nos Estados Unidos.
Tradicionalmente, os sistemas jurídicos de direito consuetudinário americano têm definições separadas para assault e battery. Quando essa distinção é observada, battery se refere ao contato físico real, enquanto assault se refere a uma ameaça ou tentativa crível de causar lesão corporal. Algumas jurisdições combinaram os dois crimes em um único crime denominado "assault e battery", que então se tornou amplamente conhecido como "assault" (ou agressão). O resultado é que em muitas dessas jurisdições, assault assumiu uma definição que está mais alinhada com a definição tradicional de battery. Os sistemas jurídicos do direito civil e da lei escocesa nunca distinguiram assault de battery.
Os sistemas jurídicos geralmente reconhecem que as agressões podem variar muito em termos de gravidade. Nos Estados Unidos, uma agressão pode ser acusada de contravenção ou crime. Na Inglaterra, no País de Gales e na Austrália, pode ser acusado de agressão comum, agressão que causa lesão corporal real (ABH em inglês) ou lesão corporal grave (GBH em inglês). O Canadá também possui um sistema de três níveis: agressão, agressão que causa danos corporais e agressão agravada. Normalmente existem acusações separadas para agressões sexuais, brigas e agressões a um agente da polícia. A agressão pode coincidir com uma tentativa de crime; por exemplo, uma agressão pode ser acusada de tentativa de homicídio se tiver sido cometida com intenção de matar.
O sistema jurídico brasileiro reconhece diversos tipos de agressão, sendo elas:
- relacionado ao comportamento agressivo: direta, indireta, impulsiva ou reativa, instrumental ou proativa, combatividade, deslocada, autoagressão, agresão aberta, agressão dissimulada, agressão inibida.[15][16][17][18][19][20][21]

- relacionado ao tipo de agressão que chamamos de violência: violência física, violência psicológica, violência sexual, violencia patrimonial, violencia moral, violência online ou ciberagressão.[22]

## Definições relacionadas

### Battery
Battery é um crime que envolve o uso de força física contra outra pessoa sem o seu consentimento. É um tipo de agressão e é considerado crime grave. Essa agressão pode incluir uma ampla gama de ações, desde dar um tapa em alguém até causar danos graves ou até a morte. Dependendo da gravidade do delito, ele pode acarretar uma ampla gama de punições, incluindo pena de prisão, multas e liberdade condicional.
Em jurisdições que fazem uma distinção entre os dois, assault geralmente acompanha battery se o agressor ameaçar fazer contato indesejado e depois cumprir essa ameaça. Os elementos da agressão são que é um ato volitivo, realizado com o propósito de causar um contato prejudicial ou ofensivo com outra pessoa ou sob circunstâncias que tornam tal contato substancialmente certo de ocorrer, e que causa tal contato.

### Assaultcom Agravante
Assault com agravante é um crime violento que envolve violência ou ameaça de violência. Geralmente é descrito como um ato intencional que faz com que outra pessoa tenha danos físicos ou ferimentos iminentes. Isto pode incluir o uso de arma ou a ameaça de uso de arma. Geralmente é considerado crime e pode acarretar penalidades severas. A agressão agravada é frequentemente considerada um crime muito grave e pode levar a penas de prisão de longa duração.
Assault com agravante é, em algumas jurisdições, uma forma mais forte de agressão, geralmente com recurso a uma arma mortal. Uma pessoa cometeu uma agressão agravada quando tenta:
- causar lesões corporais graves a outra pessoa com uma arma mortal[34]

- ter relações sexuais com uma pessoa menor de idade

- causar danos corporais ao dirigir de forma imprudente um veículo motorizado durante a violência no trânsito; muitas vezes referida como agressão veicular ou agressão agravada com veículo motorizado .

A agressão agravada também pode ser cobrada em casos de tentativa de lesão contra policiais ou outros servidores públicos.

## Defesas
Embora o compreensão e a aplicação precisa das defesas variem entre jurisdições, a seguir representa uma lista das defesas que podem ser aplicadas a todos os níveis de agressão:

### Consentimento
Existem exceções para cobrir contato físico não solicitado que equivale a um comportamento social normal conhecido como dano de minimis. A agressão também pode ser considerada em casos que envolvam cuspir ou exposição indesejada de fluidos corporais a outras pessoas.
O consentimento pode ser em defesa total ou parcial à agressão. Em algumas jurisdições, principalmente na Inglaterra, não há defesa onde o grau de lesão é grave, desde que não haja uma boa razão legalmente reconhecida para a agressão. Isto pode ter consequências importantes quando se trata de questões como a atividade sexual sadomasoquista consensual, sendo o caso mais notável, o caso da Operação Spanner. Boas razões legalmente reconhecidas para consentimento incluem cirurgia, atividades dentro das regras de um jogo ( artes marciais mistas, luta livre, boxe ou esportes de contato), adornos corporais ( R v Wilson [1996] Crim LR 573) ou brincadeiras de cavalo ( R v Jones [1987] Crime LR 123). Contudo, qualquer atividade fora das regras do jogo não é legalmente reconhecida como uma defesa de consentimento. Na lei escocesa, o consentimento não é uma defesa para agressão.

### Prisão e outros atos oficiais
Os agentes da polícia e os funcionários judiciais têm o poder geral de usar a força para efeitos de detenção ou de execução geral das suas funções oficiais. Assim, um oficial de justiça que tome posse de bens munido de uma ordem judicial pode recorrer à força se for razoavelmente necessário.
No Brasil, o uso de força por agentes de segurança pública, também se enquadrar como legítima defesa, estando presente, inclusive, na Constituição da República Federativa do Brasil de 1988, porém, se existe o abuso de força de forma desnecessária, se torna um problema, o qual o Brasil vem enfrentando a longa data.

### Punição
Em algumas jurisdições, como Singapura, o castigo corporal judicial faz parte do sistema jurídico. Os policiais que administram a punição têm imunidade de processo por agressão.
Nos Estados Unidos, Inglaterra, Irlanda do Norte, Austrália e Canadá, o castigo corporal administrado a crianças pelos pais ou tutor legal não é legalmente considerado agressão, ao menos que seja considerado excessivo ou irracional. O que constitui "razoável" varia tanto na legislação estatutária quanto na jurisprudência. O castigo físico injustificado pode ser acusado de agressão ou de acordo com uma lei separada para abuso infantil.
Na lei inglesa, s. 58 da Lei da Criança de 2004 limita a disponibilidade da defesa de correcção legal à agressão comum. Esta defesa foi abolida no País de Gales em 2022.
Muitos países, incluindo alguns estados dos EUA, também permitem o uso de castigos corporais controversos para crianças na escola ou em casa.
No Brasil, quanto o uso de agressão como forma de punição é sinônimo de crime na jurisprudência brasileira. A compreensão de punição no Brasil, vêm do conceito behavorista de punição, como um estimulo aversivo ou retirada de um estímulo positivo após um comportamento indesejável, sendo as punições por crimes, podem ser cumpridas em regime fechad, regime semi-aberto ou regime aberto. Quanto o uso de força e violência como punição para com criança e/ou adolescente, é crime de acordo com a lei de número 13.010 de junho de 2014, também conhecida como a Lei Menino Bernardo ou Lei da Palmada.

### Prevenção do crime
Isso pode ou não envolver legítima defesa, na medida em que, ao usar um grau razoável de força para evitar que outra pessoa cometa um crime, pode-se estar prevenindo uma agressão, mas também pode estar prevenindo um crime que não envolve o uso de violência pessoal.

### Defesa da propriedade
Algumas jurisdições permitem o uso da força na defesa da propriedade, para evitar danos por direito próprio ou sob uma ou ambas as classes de defesa anteriores, em que uma ameaça ou tentativa de danificar a propriedade pode ser considerada um crime (na lei inglesa, sob a Lei de Danos Criminais s5 de 1971, pode-se argumentar que o réu tem uma "desculpa legal" para danificar a propriedade durante a defesa e uma defesa sob a Lei de Direito Penal s3 de 1967) sujeita à necessidade de dissuadir vigilantes e autoajuda excessiva. Além disso, algumas jurisdições, como Ohio, permitem que os residentes nas suas casas usem a força ao expulsar um intruso. O residente só precisa afirmar ao tribunal que se sentiu ameaçado pela presença do intruso.

## Detalhes regionais
A seguir estão os países com mais casos de agressão de acordo com as Nações Unidas em 2018.
| País           | Quantidade | Taxa   |
| -------------- | ---------- | ------ |
| Estados Unidos | 807.400    | 246,84 |
| Brasil         | 574.614    | 274,32 |
| Reino Unido    | 547.060    | 925,40 |
| Colômbia       | 171.881    | 346.11 |
| Alemanha       | 136.727    | 164,48 |

### Austrália
O termo assault, quando usado na legislação, comumente se refere tanto à agressão simples quanto à lesão corporal, embora as duas infrações permaneçam distintas. A agressão simples envolve causar intencionalmente ou por imprudência que uma pessoa tema a iminente aplicação de força ilegal, enquanto a lesão corporal se refere à aplicação real da força.
Cada estado tem legislação relativa ao ato de agressão, e as infrações contra essa legislação que constituem agressão são julgadas no tribunal de magistrados daquele estado, ou infrações passíveis de acusação são julgadas em um tribunal distrital ou supremo daquele estado. A legislação que define a agressão em cada estado delineia quais são os elementos que compõem a agressão, onde a agressão é descrita na legislação ou nos códigos penais, e as penas aplicáveis para o crime de agressão.
Em Nova Gales do Sul, a Lei de Crimes de 1900 define uma série de crimes de agressão considerados mais graves do que a agressão comum e que acarretam penas mais pesadas. Esses incluem:

#### Ataque com intenção específica adicional[51]
- Atos cometidos contra a pessoa com intenção de assassinar
- Ferimentos ou lesões corporais graves
- Uso ou posse de arma para resistir à prisão

#### Agressão causando certos ferimentos.[51]
- Lesões corporais reais  - o termo não está definido na Lei de Crimes , mas a jurisprudência indica que lesões corporais reais podem incluir lesões como hematomas e arranhões, [43] bem como lesões psicológicas[52] se a lesão infligida for mais do que meramente transitório (a lesão não precisa necessariamente ser permanente)[53]
- Ferimento – onde há ruptura da pele;
- Lesões corporais graves- que incluem a destruição de um feto, desfiguração permanente ou grave e transmissão de uma doença corporal grave

#### Agressão causando morte[51]
- Morte
- Morte por intoxicação (em relação ao agressor)

### Canadá
A agressão é uma infração conforme o artigo 265 do Código Penal Canadense. Existem vários tipos de agressão que podem ocorrer. Geralmente, uma agressão ocorre quando uma pessoa aplica força intencionalmente, direta ou indiretamente, a outra pessoa sem o seu consentimento. Também pode ocorrer quando uma pessoa tenta aplicar tal força ou ameaça fazê-lo, sem o consentimento da outra pessoa. Não é necessário que ocorra uma lesão para que a agressão seja cometida, mas a força usada na agressão deve ser de natureza ofensiva, com a intenção de aplicar força. Pode ser considerada agressão "dar um tapa", "beliscar", "empurrar" ou dirigir outra ação menor semelhante a outra pessoa, mas a aplicação acidental de força não é considerada agressão.
A punição potencial por uma agressão no Canadá varia dependendo da maneira como a acusação é processada pelo sistema judicial e do tipo de agressão cometida. O Código Penal define agressão como uma infração dupla (crime passível de acusação ou infração sumária). Os policiais podem prender alguém sem mandado por agressão se for do interesse público, não obstante o artigo 495(2)(d) do Código. Esse interesse público geralmente é satisfeito ao prevenir a continuação ou repetição da infração na mesma vítima.
Algumas variações do crime comum de agressão incluem:
- Agressão: Seção 265 do Código.
- Agressão com arma: Seção 267 (a) do Código.
- Agressão com danos corporais: Ver agressão que causa danos corporais, Seção 267(b) do Código.
- Agressão agravada: Seção 268 do Código.
- Agredir um oficial de paz, etc.: Seção 270 do Código.
- Agressão sexual: Seção 271 do Código.
- Agressão sexual com arma ou ameaças ou danos corporais: Seção 272 do Código.
- Agressão sexual agravada: Ver agressão sexual agravada.

Um indivíduo não pode consentir com uma agressão com arma, agressão causando lesão corporal, agressão agravada ou qualquer agressão sexual. O consentimento também será anulado se duas pessoas consentirem em lutar, mas houver intenção e causa de lesão corporal grave (R v Paice; R v Jobidon). Uma pessoa não pode consentir com lesões corporais graves.

### Grécia Antiga
Assault na Grécia Antiga era normalmente denominado arrogância (hubris). Ao contrário do uso moderno, o termo não tinha a conotação ampliada de orgulho excessivo, autoconfiança ou arrogância, frequentemente resultando em retribuição fatal. Na Grécia Antiga, "arrogância" referia-se a ações que, intencionalmente ou não, envergonhavam e humilhavam a vítima e, frequentemente, também o perpetrador. Ficou mais evidente nas ações públicas e privadas dos poderosos e ricos.
Violações da lei contra a hubris incluíam o que hoje seria chamado de agressão física; crimes sexuais, que iam desde o estupro de mulheres ou crianças até atividades consensuais, mas inadequadas; ou o roubo de propriedade pública ou sagrada. Dois casos bem conhecidos são encontrados nos discursos de Demóstenes, um proeminente estadista e orador da Grécia antiga. Estes dois exemplos ocorreram quando primeiro, além de outros atos de violência, Meidias supostamente deu um soco no rosto de Demóstenes no teatro (Contra Meidias), e segundo (Contra Konon), quando o réu supostamente o espancou severamente.
Arrogância, embora não definida especificamente, era um termo legal e considerado um crime na Atenas clássica. Também foi considerado o maior pecado do mundo grego antigo. Isso porque não só era prova de orgulho excessivo, mas também resultava em atos violentos por parte ou contra os envolvidos. A categoria de atos que constituíam arrogância para os gregos antigos aparentemente ampliou-se a partir da referência específica original à mutilação de um cadáver, ou à humilhação de um inimigo derrotado, ou ao "tratamento ultrajante" irreverente, em geral.
O significado acabou sendo generalizado em seu uso moderno no inglês para ser aplicado a qualquer ato ultrajante ou exibição de orgulho ou desrespeito pelas leis morais básicas. Tal ato pode ser referido como um "ato de arrogância", ou a pessoa que comete o ato pode ser considerada arrogante. Atë, palavra grega para 'ruína, loucura, ilusão', é a ação realizada pelo herói, geralmente por causa de sua arrogância, ou grande orgulho, que leva à sua morte ou queda.
Cruciais para esta definição são os antigos conceitos gregos de honra (timē) e vergonha. O conceito de time incluía não apenas a exaltação de quem recebia honra, mas também a vergonha de quem era vencido pelo ato de arrogância. Este conceito de honra é semelhante a um jogo de soma zero. Rush Rehm simplifica esta definição para o conceito contemporâneo de "insolência, desprezo e violência excessiva".

### Índia
O Código Penal Indiano cobre as punições e tipos de agressão no Capítulo 16, seções 351 a 358.
Quem faz qualquer gesto ou qualquer preparação com a intenção ou sabendo ser provável que tal gesto ou preparação cause a qualquer pessoa presente a apreensão de que aquele que faz o gesto ou a preparação está prestes a usar força criminosa contra essa pessoa, é dito cometer uma agressão.

— §351 do código penal indiano 
O Código explica ainda que “meras palavras não constituem uma agressão. Mas as palavras que uma pessoa usa podem dar aos seus gestos ou preparação um significado que pode fazer com que esses gestos ou preparações constituam uma agressão”. A agressão é, no direito penal indiano, uma tentativa de uso de força criminosa (sendo a força criminosa descrita na seção 350). A tentativa em si foi considerada uma ofensa na Índia, como em outros estados.

### Nigéria
A Lei do Código Penal (capítulo 29 da Parte V; seções 351 a 365) cria uma série de crimes de agressão. A agressão é definida pela seção 252 desta Lei. A agressão é contravenção punível com pena de um ano de prisão; agressão com "intenção de ter conhecimento carnal dele ou dela" ou que agride outra pessoa indecentemente, ou que comete outras variantes mais graves de agressão (conforme definido na Lei) são culpados de um crime, e penas de prisão mais longas são previstas.

### Ilhas do Pacífico
Ilhas Marshall
O crime de agressão é criado pelo artigo 113 do Código Penal. Uma pessoa é culpada desse delito se oferecer ou tentar ilegalmente, com força ou violência, golpear, espancar, ferir ou causar danos corporais a outra pessoa.

### República da Irlanda
A Seção 2 da Lei de Ofensas Não Fatais contra a Pessoa de 1997 cria o crime de agressão, e a seção 3 dessa Lei cria o crime de agressão que causa danos.
- Seção 2: Agressão

Definição: Esta seção define o crime de agressão. Uma agressão ocorre quando uma pessoa aplica intencionalmente ou de forma imprudente força ou causa impacto no corpo de outra pessoa sem o consentimento dela. Isso também inclui ações que causam medo imediato de aplicação de força em outra pessoa.
Pena: A pena para uma agressão nesta seção geralmente é uma multa e/ou prisão por até 6 meses.
- Seção 3: Agressão Causando Dano

Definição: Esta seção define o crime de agressão causando dano. Envolve uma agressão (conforme definida na Seção 2) que resulta em dano à vítima. "Dano" é definido dentro do Ato como qualquer lesão que interfira na saúde ou conforto.
Pena: A pena para uma agressão causando dano é mais severa do que para uma agressão simples. A condenação por acusação pode resultar em prisão por até 5 anos.

### África do Sul
A legislação sul-africana não distingue entre assault e battery. A agressão é um crime de direito comum definido como "aplicar força de forma ilegal e intencional à pessoa de outra, ou inspirar nessa pessoa a crença de que a força será imediatamente aplicada a ela". A lei também reconhece o crime de agressão com intenção de causar dano corporal grave, onde dano corporal grave é definido como "um dano que, por si só, interfere seriamente na saúde". O crime de direito comum de atentado ao pudor foi revogado pela Lei de Emenda do Direito Penal (Ofensas Sexuais e Assuntos Relacionados) de 2007, sendo substituído por um crime estatutário de agressão sexual.

### Reino Unido
No sistema legal do Reino Unido, os crimes de assault e battery são considerados sérios e são tratados com rigor pelas autoridades. Esses crimes são definidos e punidos principalmente pelo Ato de Ofensas contra a Pessoa de 1861, juntamente com emendas e legislação subsequente.
Neste contexto, existe diversas formas de agressão agravada, destacando as infrações específicas definidas pela legislação britânica. Desde agressões resultando em lesões corporais até aquelas motivadas por racismo ou religião, cada tipo de agressão agravada possui suas próprias ramificações legais e consequências.
Agressão agravada
Uma agressão agravada pela escala das lesões infligidas pode ser acusada de crimes que causam “lesões corporais reais” (ABH) ou, nos casos mais graves, “ lesões corporais graves ” (GBH).
- Agressão Resultando em Lesão Corporal Real

Essa infração é criada pela seção 47 da Lei de Infrações contra a Pessoa de 1861 (24 & 25 Vict. c. 100).
- Infligir Dano Corporal Grave

Também conhecido como "ferimento malicioso" ou "ferimento ilegal". Essa infração é criada pela seção 20 da Lei de Infrações contra a Pessoa de 1861 (24 & 25 Vict. c. 100).
- Causar Dano Corporal Grave com Intenção

Também conhecido como "ferimento com intenção". Essa infração é criada pela seção 18 da Lei de Infrações contra a Pessoa de 1861 (24 & 25 Vict. c. 100).
Outras Acusações de Agressão Agravada:Referem-se a Agressões Cometidas Contra um Alvo Específico ou Com uma Intenção Específica:
- Agressão com Intenção de Roubar

A pena para agressão com intenção de roubar, uma infração de direito comum, é prevista pela seção 8(2) da Lei de Furto de 1968.
- Agressão Comum Agravada por Motivações Raciais ou Religiosas

Essa infração é criada pela seção 29(1)(c) da Lei de Crime e Desordem de 1998 (c. 37), definida em termos da infração de direito comum.
- Agressão Agravada por Motivações Raciais ou Religiosas Resultando em Lesão Corporal Real

Essa infração é criada pela seção 29(1)(b) da Lei de Crime e Desordem de 1998 (c. 37), definida em termos da infração de direito comum.
- Agressão com Intenção de Resistir à Prisão

Essa infração é criada pela seção 38 da Lei de Infrações contra a Pessoa de 1861 (24 & 25 Vict. c. 100).
- Agressão a um Policial no Exercício de seu Dever

A seção 89(1) da Lei da Polícia de 1996 (c. 16) estabelece que é uma infração uma pessoa agredir um policial atuando no exercício de seu dever ou uma pessoa auxiliando um policial no exercício de seu dever. É uma infração sumária com a mesma pena máxima que a agressão comum.
- Agressão a um Oficial de Trânsito

Essa infração é criada pela seção 10(1) da Lei de Gestão do Tráfego de 2004 (c. 18). Essa infração aplica-se a guardas de trânsito, oficiais de fiscalização civil e PCSOs, se eles tiverem poderes de trânsito conferidos por sua força.
- Agressão a uma Pessoa Designada ou Acreditada sob as Seções 38, 39, 41 ou 41A da Lei de Reforma da Polícia de 2002

Essa infração é criada pela seção 46(1) da Lei de Reforma da Polícia de 2002 (c. 30). Essas seções relacionam-se, respectivamente, a pessoas que receberam poderes policiais por um oficial-chefe de polícia, como oficiais de detenção de PCSOs ou contratados retidos pela polícia, contratados acreditados sob um esquema de acreditação de segurança comunitária e inspetores de pesos e medidas.
- Agressão a um Oficial de Custódia Prisional

Essa infração é criada pela seção 90(1) da Lei de Justiça Criminal de 1991 (c. 53).
- Agressão a um Oficial de Custódia de Centro de Treinamento Seguro

Essa infração é criada pela seção 13(1) da Lei de Justiça Criminal e Ordem Pública de 1994 (c. 33).
- Agressão a um Oficial Salvando Naufrágio

Essa infração é criada pela seção 37 da Lei de Infrações contra a Pessoa de 1861 (24 & 25 Vict. c. 100).
- Agressão a um Oficial do Tribunal

Essa infração é criada pela seção 14(1)(b) da Lei dos Tribunais de Comarcas de 1984 (c. 28).
- Crueldade com Pessoas Menores de Dezesseis Anos

Essa infração é criada pela seção 1(1) da Lei de Crianças e Jovens de 1933 (23 & 24 Geo. 5. c. 12) e aplica-se a uma pessoa que tem responsabilidade pela criança. Na Inglaterra (mas não no País de Gales desde 2022), a lei comum fornece uma defesa de "punição razoável" para agressão (ou seja, agressões envolvendo toque); a Lei das Crianças de 2004 (c. 31) limita a defesa para excluir, entre outras infrações, crueldade sob a lei de 1933, mas não agressão, o que implica que dar palmadas nem sempre é considerado crueldade.
- Agressão Sexual

A infração de agressão sexual é criada pela seção 3 da Lei de Infrações Sexuais de 2003 (c. 42). Ela não é definida em termos das infrações de agressão comum ou lesão corporal. Em vez disso, requer toque intencional e a ausência de uma crença razoável no consentimento.
- Agressão por Penetração

Essa infração é definida pela seção 2 da Lei de Infrações Sexuais de 2003 (c. 42). Enquanto o estupro consiste apenas na penetração com o pênis do agressor, a agressão por penetração pode ser cometida com qualquer objeto, embora, ao contrário do estupro, exclua a penetração da boca. Ela carrega a mesma sentença máxima de prisão perpétua.
- Agressão a um Trabalhador de Emergência

A  Lei de Agressões a Trabalhadores de Emergência (Infrações) de 2018 (c. 23) torna a agressão comum uma infração "either way" (seção 1) quando cometida contra um trabalhador de emergência (definido na seção 3), com uma sentença máxima de dois anos de prisão se julgada por acusação formal. A lei não revogou nenhum dispositivo existente, então a infração de agressão a um policial ainda está disponível, mas essa infração não pode ser julgada por acusação formal e, portanto, está limitada a seis meses.
- Pirataria com violência

A Seção 2 da Lei de Pirataria de 1837 estabelece que é uma infração, entre outras coisas, para uma pessoa, com a intenção de cometer ou no momento ou imediatamente antes ou imediatamente após cometer o crime de pirataria em relação a qualquer navio ou embarcação, agredir, com a intenção de assassinar, qualquer pessoa a bordo ou pertencente a tal navio ou embarcação.
- Agressão a um oficial da Receita e Alfândega

Essa infração (relativa a oficiais da HMRC) é criada pela seção 32(1) da Lei dos Comissários para Receita e Alfândega de 2005.
- Agressão a um oficial de imigração

Essa infração é criada pela seção 22(1) da Lei das Fronteiras do Reino Unido de 2007.
- Agressão a um investigador financeiro credenciado

Essa seção é criada pela seção 453A da Lei de Produtos do Crime de 2002.
- Agressão a um membro de uma equipe de investigação conjunta internacional

Essa infração é criada pela seção 57(2) do Ato de Crimes Organizados Graves e da Polícia de 2005, arquivada em 26 de fevereiro de 2021 na Wayback Machine.
- Ataques a pessoas internacionalmente protegidas

A Seção 1(1)(a) da Lei de Pessoas Internacionalmente Protegidas de 1978 (c.17) estabelece disposições para agressões causando lesão corporal grave ou causando lesão a "pessoas protegidas" (incluindo Chefes de Estado).
- Ataques a trabalhadores da ONU

A Seção 1(2)(a) da Lei de Pessoal das Nações Unidas de 1997 (c.13) estabelece disposições para agressões causando lesão, e a Seção 1(2)(b) estabelece disposições para agressões causando lesão corporal grave, em funcionários da ONU.
- A agressão por pessoa que comete uma infração ao abrigo do Ato de Caça Noturna de 1828.

Essa infração é criada pela Seção 2 da Lei de Caça Noturna de 1828.
Crimes abolidos:
- Agressão aos funcionários da alfândega e impostos especiais de consumo, etc.

A Seção 16 (1) (a) da Lei de Gestão de Alfândegas e Impostos Especiais de 1979 (c.2) estabeleceu que era um crime, entre outras coisas, agredir qualquer pessoa devidamente envolvida no desempenho de qualquer dever ou no exercício de qualquer poder imposto ou conferido a ele por ou sob qualquer decreto relacionado a um assunto atribuído, ou a qualquer pessoa agindo em seu auxílio. Para o significado de "agressão" nesta disposição, consulte Logdon v. DPP [1976] Crim LR 121, DC . Esta infracção foi abolida e substituída pela Lei dos Comissários para Receitas e Alfândegas de 2005 .
- Agredir uma pessoa designada ao abrigo da secção 43 da Lei do Crime Organizado Grave e da Polícia de 2005

Este crime foi criado pela seção 51(1) da Lei do Crime Organizado Grave e da Polícia de 2005. Referia-se a funcionários da Agência para o Crime Organizado Grave e foi revogado quando essa agência foi abolida.

#### Inglaterra e País de Gales
A lei inglesa prevê dois crimes de agressão: agressão comum (commom assault) e battery. A agressão (ou common assault) é cometida se alguém, intencionalmente ou de forma imprudente, fizer com que outra pessoa tema violência pessoal imediata e ilegal. Violência, neste contexto, significa qualquer toque ilegal, embora haja algum debate sobre se o toque também deve ser hostil. Os termos "agressão" e "agressão comum" muitas vezes abrangem o crime separado de agressão, mesmo em ambientes legais como a seção 40(3)(a) da Lei de Justiça Criminal de 1988 (c. 33).
Uma agressão comum é uma agressão que não apresenta nenhuma das características agravantes que o Parlamento considerou suficientemente grave para merecer uma pena mais elevada. A Seção 39 da Lei de Justiça Criminal de 1988 estabelece que a agressão comum, assim como a agressão, só pode ser julgada em um tribunal de magistrados na Inglaterra e no País de Gales (a menos que esteja ligada a um crime mais grave, que é julgado no Tribunal da Coroa). Além disso, se um réu tiver sido acusado de agressão que ocasionou danos corporais reais (ABH), ou agressão com agravamento racial/religioso, então um júri no Tribunal da Coroa pode absolver o réu do delito mais grave, mas ainda assim condená-lo por crime comum. agressão se descobrir que uma agressão comum foi cometida.

#### Escócia
Na lei escocesa, assault é definida como um "ataque à pessoa de outra pessoa". Não há distinção feita na Escócia entre assault e battery (que não é um termo usado na lei escocesa), embora, como na Inglaterra e no País de Gales, a agressão possa ser ocasionada sem um ataque físico à pessoa de outra pessoa, como demonstrado no caso Atkinson v. HM Advocate [61] em que o acusado foi considerado culpado de agredir um vendedor de loja simplesmente saltando sobre um balcão enquanto usava uma máscara de esqui. O tribunal disse:
[Uma] agressão pode ser constituída por gestos ameaçadores suficientes para produzir alarme

—  Atkinson v. HM Advocate (1987) 
A lei escocesa também prevê uma acusação mais grave de agressão agravada com base em fatores como a gravidade da lesão, o uso de uma arma ou Hamesucken (agredir uma pessoa na sua própria casa). A mens rea para agressão é simplesmente "má intenção", embora isso tenha sido considerado como significando nada mais do que que a agressão "não pode ser cometida acidentalmente, de forma imprudente ou negligente", conforme sustentado na Referência do Lord Advocate nº 2 de 1992, onde foi concluiu que um “assalto” numa loja justificado como uma piada ainda constituiria uma ofensa.
É um crime separado agredir um policial no cumprimento de seu dever, de acordo com a seção 90 da Lei de Reforma da Polícia e Bombeiros (Escócia) de 2012 (asp 8) (anteriormente seção 41 da Lei da Polícia (Escócia) de 1967 (c. 77) que prevê que é crime uma pessoa, entre outras coisas, agredir um agente no cumprimento do seu dever ou uma pessoa que auxilie um agente no cumprimento do seu dever.

#### Irlanda do Norte
Existem vários crimes de agressão na Irlanda do Norte. A Lei de Ofensas contra a Pessoa de 1861 ( 24 e 25 Vict. c. 100) cria os crimes de:
- Agressão comum e agressão: uma ofensa sumária, nos termos da seção 42;
- Agressão agravada e agressão: uma ofensa sumária, nos termos da seção 43
- Agressão comum: sob a seção 47
- Agressão que ocasionou danos corporais reais: nos termos da seção 47

A Lei de Justiça Criminal (Disposições Diversas) (Irlanda do Norte) de 1968 (c. 28 (NI)) cria os crimes de:
- Agressão com intenção de resistir à prisão: nos termos da secção 7(1)(b); este crime foi criado anteriormente pela seção 38 da Lei de Ofensas contra a Pessoa de 1861 ( 24 e 25 Vict. c. 100).

Esse ato criou anteriormente o crime de “agressão a um policial no cumprimento de seu dever”. sob a seção 7 (1) (a), mas essa seção foi substituída pela seção 66 (1) da Lei da Polícia (Irlanda do Norte) de 1998 (c. 32), que agora estabelece que é um crime para uma pessoa, entre outras coisas, agredir um policial no cumprimento de seu dever, ou uma pessoa que auxilia um policial no cumprimento de seu dever.

### Estados Unidos
Nos Estados Unidos, agressão pode ser definida como uma tentativa de cometer uma lesão corporal (battery). No entanto, o crime de agressão pode englobar atos nos quais nenhuma lesão corporal é intencionada, mas a ação do réu cria um medo razoável em outros de que uma lesão corporal ocorrerá.
Quatro Elementos Exigidos no Direito Comum:
- Aparente capacidade presente de executar;
- Uma tentativa ilegal;
- De cometer uma lesão violenta;
- Sobre outra pessoa.

Conforme o direito penal evoluiu, o primeiro elemento foi enfraquecido na maioria das jurisdições para que um medo razoável de lesão corporal fosse suficiente. Esses quatro elementos foram eventualmente codificados na maioria dos estados.
O crime de agressão geralmente exige que tanto o autor quanto a vítima de uma agressão sejam uma pessoa física. Assim, a menos que o ataque seja dirigido por uma pessoa, um ataque de animal não constitui uma agressão. No entanto, em circunstâncias limitadas, a Lei das Vítimas Não-Nascidas de Violência de 2004 trata o feto como uma pessoa separada para efeitos de agressão e outros crimes violentos.
Possíveis exemplos de defesas, circunstâncias atenuantes ou faltas de provas que podem ser levantadas em resposta a uma acusação de agressão incluem:
- Falta de intenção: O réu poderia argumentar que, por estar bêbado, não poderia formar a intenção específica de cometer agressão. Contudo, esta defesa provavelmente falharia, uma vez que apenas a intoxicação involuntária é aceite como defesa na maioria das jurisdições americanas.
- Consentimento mútuo: um réu também pode argumentar que estava envolvido em um comportamento mutuamente consensual. Por exemplo, boxeadores que lutam em uma luta de boxe organizada e não se desviam significativamente das regras do esporte não podem ser acusados de agressão.

#### Leis estaduais
As leis sobre agressão variam em cada estado. Como cada estado tem suas próprias leis criminais, não existe uma lei universal sobre assaltos. Atos classificados como agressão em um estado podem ser classificados como agressão (battery), ameaça, intimidação, perigo imprudente, etc. A agressão (Assault) é frequentemente subdividida em duas categorias: agressão simples e agressão agravada.
- A agressão simples envolve um ato intencional que faz com que outra pessoa tenha medo razoável de uma agressão iminente. A agressão simples também pode envolver uma tentativa de causar danos a outra pessoa, quando essa tentativa não for bem-sucedida. A agressão simples é normalmente classificada como contravenção, a menos que a vítima seja membro de uma classe protegida, como um policial.[94] Mesmo como contravenção, uma condenação por agressão ainda pode resultar em encarceramento e em antecedentes criminais.
- A agressão agravada envolve ações mais graves, como uma agressão cometida com a intenção de causar lesões corporais graves ou uma agressão cometida com arma mortal, como uma arma de fogo. A agressão agravada é normalmente classificada como crime .

Os estatutos americanos modernos podem definir agressão como incluindo:
- uma tentativa de causar ou causar lesões corporais propositalmente, intencionalmente ou imprudentemente a outra pessoa
- causar negligentemente lesões corporais a outra pessoa com uma arma perigosa (agressão com arma mortal).[95]
- causar danos corporais por operação imprudente de um veículo motorizado (agressão veicular).[96]
- ameaçar outra pessoa de maneira ameaçadora.[97]
- causar conscientemente contato físico com outra pessoa sabendo que a outra pessoa considerará o contato ofensivo ou provocativo[98]
- causar estupor, inconsciência ou lesão física ao administrar intencionalmente uma droga ou substância controlada sem consentimento[99]
- causar intencionalmente ou conscientemente apreensão razoável de lesão corporal em outro[100]
- qualquer ato que tenha a intenção de colocar outra pessoa com medo de contato físico imediato que será doloroso, prejudicial, insultuoso ou ofensivo, juntamente com a aparente capacidade de executar o ato.[101]

Em alguns estados, o consentimento é uma defesa completa contra agressão. Em outras jurisdições, o consentimento mútuo é uma defesa incompleta a uma acusação de agressão, de modo que uma acusação de agressão é processada como um delito menos significativo, como uma pequena contravenção.
Os estados variam quanto à possibilidade de cometer uma "tentativa de agressão", uma vez que pode ser considerada uma ofensa dupla e incipiente .

##### Kansas
No Kansas, a lei sobre agressão declara:
Agressão é colocar intencionalmente outra pessoa sob apreensão razoável de dano corporal imediato.

##### Nova York
No estado de Nova York, a agressão (conforme definido no Artigo 120 do Código Penal do Estado de Nova York) [75] requer uma lesão real. Outros estados definem isso como battery; não há crime de agressão em Nova York. No entanto, em Nova York, se uma pessoa ameaça outra com ferimentos iminentes sem manter contato físico, isso é chamado de "ameaçador". Uma pessoa que se envolve nesse comportamento é culpada de assédio agravado de segundo grau (uma contravenção de Classe A; punível com até um ano de prisão, liberdade condicional por um período prolongado e  permanentes) quando ameaça causar danos físicos a outra pessoa, e culpado de assédio agravado em primeiro grau (um crime de Classe E) se tiver uma condenação anterior pelo mesmo delito. Nova York também tem leis específicas contra trotes, quando tais ameaças são feitas como requisito para ingressar em uma organização.

##### Dakota do Norte
A lei de Dakota do Norte afirma: 
Agressão simples.
1. Uma pessoa é culpada de um delito se essa pessoa:
  1. Provocar intencionalmente lesões corporais a outro ser humano; ou
  2. Causar, por negligência, lesões corporais a outro ser humano por meio de arma de fogo, dispositivo destrutivo ou outra arma, cujo uso contra um ser humano possa causar morte ou lesões corporais graves.

##### Pensilvânia
Na Pensilvânia, um infrator pode ser acusado de agressão simples se:
- ferir alguém de forma imprudente, consciente ou proposital
- ferir acidentalmente alguém com uma arma de fogo ou arma
- causar uma picada de agulha em um policial ou funcionário correcional durante uma busca ou prisão
- ameaçar ou intimidar alguém causando medo de lesões corporais graves iminentes

Uma pessoa condenada por agressão simples pode ser condenada a até dois anos de prisão como contravenção de segundo grau.
Um infrator pode ser acusado de agressão agravada se o infrator:
- demonstra extrema indiferença pela vida da vítima
- ferir ou ameaçar ferir um policial, agente penitenciário, bombeiro, policial ou professor de plantão, ou por incapacitar qualquer um desses indivíduos

Uma pessoa condenada por agressão agravada pode pegar até 10 anos de prisão como crime de segundo grau. No entanto, se o crime for perpetrado contra um bombeiro ou policial, o infrator poderá enfrentar acusações criminais de primeiro grau, com pena de até 20 anos de prisão.

##### Tennessee
No Tennessee, o ataque é definido da seguinte forma:
39-13-101. Assalto.
- (a) Uma pessoa comete agressão que:
- (1) Provocar intencionalmente, conscientemente ou imprudentemente lesões corporais a outrem;
- (2) Intencionalmente ou conscientemente faz com que outra pessoa tema razoavelmente lesões corporais iminentes; ou
- (3) Intencionalmente ou conscientemente causa contato físico com outra pessoa e uma pessoa razoável consideraria o contato extremamente ofensivo ou provocativo.

### Brasil
No Brasil, a agressão é juridicamente tipificada como "lesão corporal" no Código Penal. Segundo o Art. 129 do Código Penal Brasileiro, lesão corporal é definida como ofender a integridade corporal ou a saúde de outra pessoa. Esse conceito abrange uma ampla gama de atos, desde ofensas físicas leves até lesões mais graves que podem resultar em consequências permanentes ou até na morte da vítima.
Tipos de Agressões Reconhecidas no Brasil
- Lesão Corporal Leve

De acordo com o Art. 129, caput, lesão corporal leve é aquela que não resulta em incapacidade para as ocupações habituais por mais de 30 dias, perigo de vida, ou debilidade permanente de membro, sentido ou função. Exemplos incluem hematomas, arranhões e outras lesões superficiais.
- Lesão Corporal Grave

Prevista no Art. 129, § 1º, lesão corporal grave ocorre quando a agressão resulta em incapacidade para as ocupações habituais por mais de 30 dias, perigo de vida, debilidade permanente de membro, sentido ou função, ou aceleração de parto. Exemplos incluem fraturas ósseas, cortes profundos e queimaduras graves.
- Lesão Corporal Gravíssima

Conforme o Art. 129, § 2º, lesão corporal gravíssima é caracterizada por lesões que resultam em incapacidade permanente para o trabalho, enfermidade incurável, perda ou inutilização de membro, sentido ou função, deformidade permanente ou aborto. Casos típicos envolvem perda de visão, amputações e desfigurações permanentes.
- Lesão Corporal Seguida de Morte

Definida no Art. 129, § 3º, ocorre quando a lesão corporal, sem a intenção de matar, resulta na morte da vítima. É um resultado mais severo de uma agressão que inicialmente não tinha a intenção de ser letal.
Punições para Agressão no Brasil
As punições variam conforme a gravidade da lesão:
- Lesão Corporal Leve

Pena de detenção de três meses a um ano, conforme o Art. 129, caput.
- Lesão Corporal Grave

Pena de reclusão de um a cinco anos, conforme o Art. 129, § 1º.
- Lesão Corporal Gravíssima

Pena de reclusão de dois a oito anos, conforme o Art. 129, § 2º.
- Lesão Corporal Seguida de Morte

Pena de reclusão de quatro a doze anos, conforme o Art. 129, § 3º.
Além dessas penas básicas, o Código Penal Brasileiro e outras legislações específicas, como a Lei Maria da Penha (Lei nº 11.340/2006), estabelecem agravantes e medidas adicionais para certos contextos de agressão. A Lei Maria da Penha, por exemplo, busca combater a violência doméstica e familiar contra a mulher, prevendo penas mais severas e medidas protetivas de urgência para garantir a segurança da vítima. A lei inclui, entre outras medidas, o afastamento do agressor do lar e a proibição de contato com a vítima.
Em casos de violência doméstica, além das penas previstas, medidas protetivas de urgência podem ser aplicadas para garantir a segurança da vítima, como a proibição de aproximação e contato com a vítima e seus familiares, e o afastamento do agressor do domicílio comum. Estas medidas são fundamentais para a proteção imediata das vítimas de agressão, proporcionando um mecanismo de resposta rápida e efetiva.